# Александер Пол
Пол Александер (англ. Paul Richard Alexander; 30 січня 1946, Даллас — 11 березня 2024, Даллас ) — американський юрист і письменник, який у 6 років переніс важку форму поліомієліту і в результаті був паралізований. Все подальше життя він провів в вентиляційному апараті негативного тиску, знаного як «залізна легеня» (англ. Iron lung), залишаючи його максимум на кілька годин. Пол Александер став прикладом завзятості у досягненні повноцінного життя інваліда — він закінчив школу, здобув вищу освіту та вів юридичну практику, зокрема брав участь у судових засіданнях. 2020 року він написав автобіографічну книгу.

## Біографія
Пол Александер народився 30 січня 1946 року в Далласі в родині грецьких іммігрантів: Гаса Ніколаса Александера та Доріс Марі Емметт, ліванського походження. В віці 6-и років, під час великого спалаху поліомієліту в США, заразився поліомієлітом, через який до кінця життя лишався майже цілком паралізованим. Пол міг рухати лише головою, шиєю та ротом. Пола доставили до лікарні Паркленда. Лікар помітив, що він не дихає, і помістив у «залізну легеню».
Провівши в лікарні 18 місяців, батьки забрали його додому, для чого орендували портативний генератор і вантажівку, щоб привезти його та його «залізну легеню». Починаючи з 1954 року, завдяки організації «March of Dimes» і фізіотерапевту місіс Салліван, Пол навчився дихати язиково-глотковим методом, що дозволяло йому тимчасово покидати «залізну легеню». Проте, таке дихання потребувало постійних свідомих зусиль. Він не міг самостійно їсти, митися та чистити зуби.
Пол став одним із перших учнів Далласького незалежного шкільного округу, які отримали домашнє навчання. Не маючи змоги писати, він навчився запам'ятовувати почуте. У 1967 він закінчив середню школу Вільяма Вашингтона Семюела, ставши першою людиною, яка закінчила середню школу в Далласі, фізично не відвідуючи уроки.
Продовжив навчання він у Південному методистському університеті, де отримав стипендію, а потім у Техаському університеті в Остіні. Отримав ступінь бакалавра в 1978 році, а потім ступінь доктора права в 1984 році. В 1986 році він був прийнятий до колегії адвокатів, працював інструктором юридичної термінології для судових стенографістів у торговій школі Остіна. Для роботи користувався модифікованим інвалідним візком, який утримував його тіло у вертикальному положенні. Попри появу нових апаратів штучного дихання, Пол Александер відмовлявся замінювати на них свою «залізну легеню».
В останнє десятиліття свого життя Пол час від часу виступав на засіданнях «Rotary International», глобальної організації, яка бореться за викорінення поліомієліту в усьому світі. В 2015 році він здійснив майже 300-мильну подорож на південь до Кервіля, поблизу Сан-Антоніо, щоб поговорити з членами «Rotary International».
Пол був визнаний Книгою рекордів Гіннеса людиною, що найдовше прожила в «залізній легені». У січні 2024 року завів акаунт у TikTok, де публікував відео з обговоренням свого життя. На момент смерті у нього було понад 330 тис. підписників.
У лютому 2024 року його госпіталізували через COVID-19. Пол Александер помер у Далласі 11 березня 2024 року у віці 78 років. Зв'язок смерті з COVID-19 лишився нез'ясованим. Він був одним із двох останніх людей, які користувалися «залізною легенею». Друга — Марта Ліллард, яка вперше лягла в «залізну легеню» в 1953 році.

## Творчість
Гаррієт Зейдман, канадська дитяча письменниця з Віннепега, взяла інтерв'ю в Александера, коли писала роман «Другі шанси», та назвала персонажа в ньому на честь Александера. У 2022 році книга отримала канадську премію Джеффрі Білсона за історичну прозу для молоді.
У квітні 2020 року Пол Александер опублікував свої мемуари «Три хвилини для собаки: моє життя в „залізній легені“» (англ. Three Minutes for a Dog: My Life in an Iron Lung). Йому допомагав друг Норман Браун.